# DJ Sakin
DJ Sakin (* 14. Juni 1971; eigentlich Sakin Bozkurt) ist ein deutscher Trance-DJ und Musikproduzent türkischer Abstammung.

## Leben und Karriere
Sakin Bozkurt wurde in der Türkei geboren, wuchs jedoch in Deutschland auf. Im Alter von 16 Jahren begann er sich als DJ zu betätigen. 1990 wurde er Resident-DJ im Club Wartburg in Wiesbaden und später auch in der Music-Hall in Frankfurt. Seine erste Produktion What Is House? veröffentlichte er 1994 auf dem Label Liquid Records von Torsten Stenzel.
1998 gründete er zusammen mit Torsten Stenzel und der Sängerin Janet Taylor das Musikprojekt DJ Sakin & Friends. Ihre Debütsingle Protect Your Mind wurde ein großer Erfolg und erreichte Platz 4 in den britischen und Platz 3 in den deutschen Singlecharts. In Deutschland erreichte die Single Goldstatus und war bei der Echoverleihung 1999 in der Kategorie „Dance Single des Jahres national“ nominiert. Der Song ist eine Trance-Version von James Horners Titelsong für Mel Gibsons Film Braveheart. Auch die Nachfolgesingle Nomansland erreichte erneut zahlreiche Chartplatzierungen. Dieser Song enthielt Samples klassischer Musik des rumänischen Filmkomponisten Vladimir Cosma. 1999 veröffentlichte das Trio ihr Debütalbum Walk on Fire.

## Diskografie

### Alben
- 1999: DJ Sakin & Friends – Walk on Fire

### Singles
DJ Sakin & Friends
- 1998: Protect Your Mind (Braveheart)
- 1998: Nomansland (David’s Song)
- 1999: Dragonfly
- 2000: Miami
- 2000: Reminiscing (Stay) (feat. Vanessa-Mae)
- 2001: Little Paradise
- 2002: Thunderbird
- 2003: Sometimes
- 2007: Dirty Dancing (feat. Nadja Benaissa)

Solo
- 1994: What Is House?
- 1996: Photon
- 1997: God on Earth
- 1999: Nightmare
- 2000: Tokyo (mit Schwarze Puppen)
- 2003: Visions of Igor
- 2004: Distance
- 2006: At the Bottom (vs. Mason & Shephard)
- 2006: Rollin’ Bones (vs. Mason & Shephard)
- 2007: No Fate 2007 (mit DJ Falk)

### Remixe
- 1998: United Dee Jays for Central America – Too Much Rain
- 1999: Taucher – Bizarre